# Ново-Оряхово
Но́во-Оря́хово (болг. Ново Оряхово) — село у Варненській області Болгарії. Входить до складу общини Долішній Чифлик.

## Населення
За даними перепису населення 2011 року у селі проживали 199 осіб.
Національний склад населення села:
| Національність   | Кількість осіб | Відсоток |
| ---------------- | -------------- | -------- |
| болгари          | 192            | 97,0%    |
| турки            | 0              | 0%       |
| інша             | 5              | 2,5%     |
| Всього відповіли | 198            |          |

Розподіл населення за віком у 2011 році:
Динаміка населення: